# Grzegorz Skrzecz

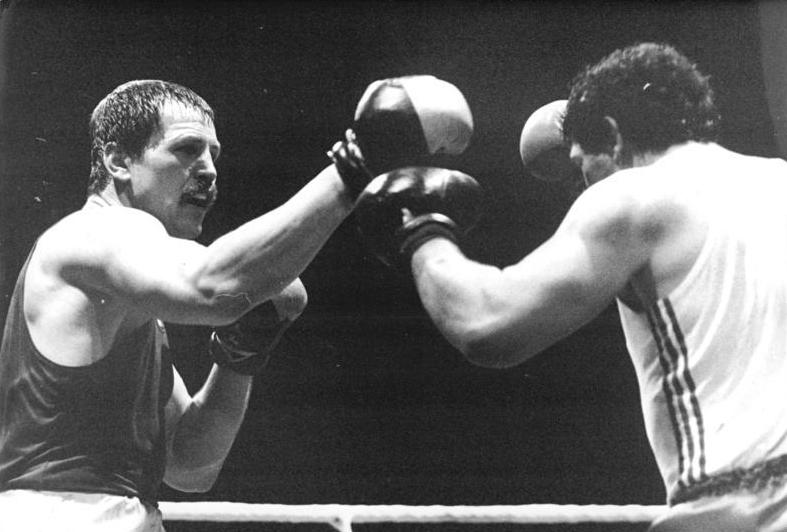
Grzegorz Skrzecz (z prawej) na ringu z Jürgenem Fanghänelem, 1982

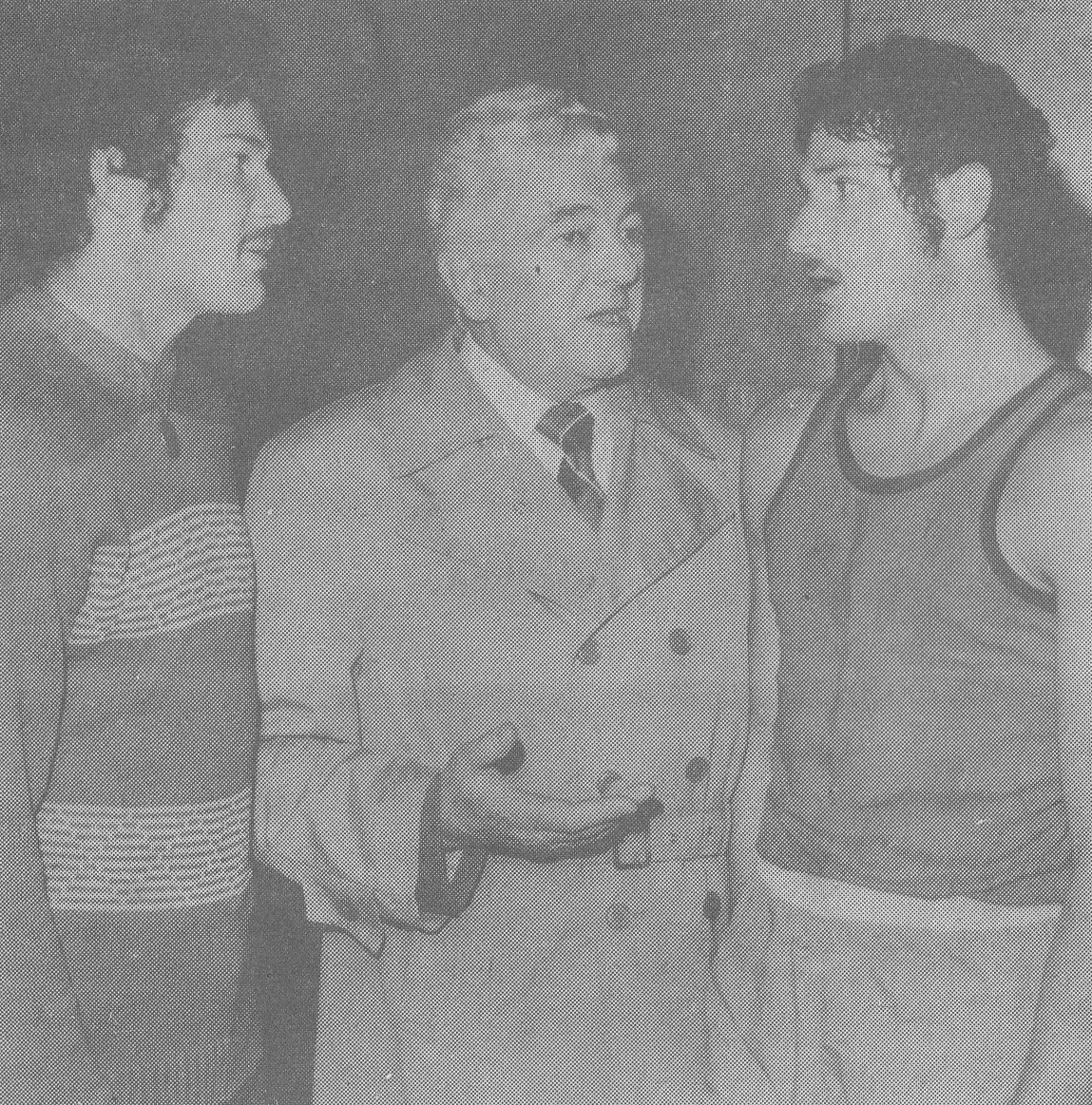
Grzegorz Skrzecz (z prawej) w rozmowie z trenerem Wieńczysławem Kosionowem i bratem Pawłem (z lewej), lata 80.

Grzegorz Skrzecz (ur. 25 sierpnia 1957 w Warszawie, zm. 15 lutego 2023) – polski pięściarz, medalista mistrzostw świata, aktor, brat bliźniak Pawła.

## Życiorys
Pięściarz wagi ciężkiej Gwardii Warszawa. Brązowy medalista mistrzostw świata w Monachium w 1982 oraz brązowy medalista mistrzostw Europy w Warnie w 1983.
Uczestnik letnich igrzysk w 1980 w Moskwie, gdzie dotarł do ćwierćfinału, w którym przegrał przez nokaut w 3. rundzie z Teófilo Stevensonem z Kuby, zdobywcą złotego medalu olimpijskiego.
5-krotny mistrz Polski (1979, 1980, 1981, 1982, 1984). Zwycięzca turnieju o „Złoty Pas Polusa” w 1976 oraz dwukrotny triumfator Turnieju im. Feliksa Stamma w latach 1979, 1981.
Stoczył 236 walk (204 zwycięstwa – 1 remis – 31 porażek).
Był stałym ekspertem w programie „nSport bez ciśnień” w kanale nSport na platformie N.
Został członkiem honorowego komitetu poparcia Bronisława Komorowskiego przed wyborami prezydenckimi w Polsce w 2015 roku.
Pochowany na cmentarzu Bródnowskim w Warszawie (kwatera 7A-5-2).

## Filmografia
Zagrał m.in. epizodyczne role w filmach wyreżyserowanych przez Olafa Lubaszenkę:
- 1997: Sztos jako kucharz
- 1999: Chłopaki nie płaczą jako nadużywający alkoholu Władzio, policjant z drogówki
- 2001: Poranek kojota jako „Kucharz” Lutek
- 2002: E=mc² jako policjant Heniek
- 2012: Sztos 2 jako milicjant Grzegorz.

Ponadto zagrał w:
- 1988: Zmowa, wraz z bratem Pawłem, jako funkcjonariusze więzienni
- 2000: Miodowe lata, odc. „Karol ‘Bombowiec’ Krawczyk” jako on sam
- 2004: Czwarta władza jako ochroniarz Borys
- 2013: Bezdech, spektakl Teatru TV
- 2015: Pierwsza miłość jako Romuś
- 2015: Ojciec Mateusz, odc. 173 jako pan Stefan
- 2018: Policjantki i policjanci jako aspirant sztabowy Radosław Małecki